# سمیلوویتسه (ناحیه فریدک-میستک)
سمیلوویتسه (به چکی: Smilovice) یک منطقهٔ مسکونی در جمهوری چک است که در ناحیه فریدک-میستک واقع شده‌است. سمیلوویتسه ۷٫۸۴ کیلومتر مربع مساحت و ۷۲۱ نفر جمعیت دارد و ۳۹۰ متر بالاتر از سطح دریا واقع شده‌است.